# Венецијанско сликарство
Венецијанско сликарство (или венецијанска школа) је скуп сликарских струја које су се развиле на подручју Млетачке републике, посебно Венеције, а које су се убрзо рашириле по целој Европи. По историчарима уметности, службено рођење венецијанског сликарства је у 14. веку. У ствари, управо се овом периоду приписује уметничко удаљавање од византијске традиције.
Венецијанска уметност је карактеристична уметност која се развијала у Венецији од доба романике. Готика се овде никада није примила, а утицаји старе Грчке и Византије су видљиви у древној цркви Светог Марка. Сву своју енергију ова школа је усмерила на развој сликарства. Ту се развијао посебан стил у којем су грађани могли инвестирати свој новац у раскош и лепоту.
У 15. веку јачају градови попут Рима, а поготово Венеција која је трговином, ратовима, али и демократским изборима међу властелом, и захваљујући превласти на Средоземљу постала најјача сила у Европи. Око године 1500, на врхунцу венецијанске моћи, нико није слутио да је то и почетак њеног краја, јер се трговина већ пребацивала на релацију Европа-Америка (Кристифор Колумбо је открио Америку 1492. године). 
Значајна карактеристика Венецијанске ренесансе је боја, наиме освјетљење које је пресудно и препознатљиво у овом стилу које није много марило за перспективу и дубину. За разлику од интелектуалног сликарства Фиренце и Рима, у Венецији је настала умјетност у којој је боја важнија од линија. 

## Извори о венецијанској уметности и уметницима
За разлику од Фиренце, у Венецији није постојала снажна литерарна традиција писања животописа познатих сународника.  Као што је случај и са самом канцеларијом дужда, слава појединца је била стриктно подређена држави, а преферирани историографски жанр је био и остао облик хронике, са нагласком на колективну историју. Стога, донекле парадоксално, најраније животописе венецијанских сликара – или барем најраније коментаре о њиховом делу – писао је Тосканац, Ђорђо Вазари, који је, на пример, први писао о Тицијану. Међутим, као што је и природно, Вазари је доста мање познавао сликаре Венеције него сликаре Фиренце и Рима, а није био посебно заинтересован да побољша своје знање. Четири животописа Венецијанаца које је уврстио у своје дело Животи најсјајнијих сликара, вајара и архитеката у његовом првом издању из 1550. године, – Јакопа и Ђентила Белинија, Ветора Скарпача (Витореа Карпача са другим сликарима 15. века), Ђорђонеа и Палму – писао је на основу информација које је прикупио у својој првој посети Венецији 1541–2. године, доста пре него што је књига писана. Вратио се 1566. године да прикупи материјал за друго издање, али је посету извео у великој журби. Постојећим животописима из првог издања, сваки од којих је проширио и прилагодио новој општој структури књиге, је додао животописе Тицијана и Батисте Франка. Награда животописом Батисти Франку, релативно мањем сликару који је провео неко време у Риму и радио под јаким утицајем Микеланђела, је симптоматично за Вазаријеву пристрасност у корист уметности централне Италије. Насупрот томе, Тинторето и Веронезе, двојица вођа венецијанског сликарства 1560-их, помињу се тек у контексту животописа других уметника (респективно, у животопису самог Франка и архитекте Санмикелија). Информације које Вазари пружа о венецијаснским сликарима, укључујући и Тицијана, су тек скице, пречесто нетачне, и подложне манипулацији главне теме Живота, а то је да промовише универзалну надмоћност концепта цртежа (disegno) из централне Италије.
Међутим, у недостатку венецијанског парњака Животима све до половине 17. века, Вазари је остао суштински извор за венецијанско ренесансно сликарство, и тек два локална извора из 16. века могу да му парирају у корисности. У деценијама 1520-их и 30-их патриције, велики познавалац уметности и колекционар Маркантонио Микијел је саставио серију бележница у којима су регистрована уметничка дела у приватним збиркама у Венецији и другим градовима Млетачке републике. Поред тога што представљају први већи документ о раној историји уметничког колекционарства, ове бележнице (Notizie) су од посебне важности због описа одређеног броја Ђорђоневих дела, која нису била регистрована ни у једном савременом документу или раном извору. Франческо Сансовино, син великог ренесансног архитекте и вајара Јакопа Сансовина, објавио је 1566. године кратки дијалог о уметности и институцијама Венеције, а 1581. године први обухватни Водич града Венеције. У том Водичу објављеном у редигованом и проширеном издању 1604. и 1663. године, налазе се корисне информације о сликама у венецијанским црквама, палатама и верским братствима (Scuole), већину који се може идентификовати са постојећим делима. Али, иако Сансовино често помиње датуме њиховог настанка на основу натписа на њима, топографски формат књиге не укључује посебне информације о њиховим ауторима, и такође има значајне недостатке у погледу познавања тока венецијанског сликарства пре почетка 16. века.
Најранији покушај да се пружи свеобухватан приказ животописа венецијанских сликара дошао је са Maraviglie dell’ Arte Карла Ридолфија из 1648. године. Дело значајно допуњава информације које је пружио Вазари, а писано је објективније. Али, Ридолфију је недостајао Вазаријев критички увид, и живећи читав век касније, једва да је нешто више поуздан у својим приписивањима дела одређеним уметницима. Пошто очигледно није познавао Микијелове Notizie, које су остале необјављена до почетка деветнаестог века, Ридолфијева животопис о Ђорђонеу је посебно непоуздан. С друге стране, Тинторетов животопис, уједно и полазна тачка књиге, заснован је на информацијама добијеним из сликареве породице и од великог је уметничко-историјског значаја.
Критички проницљивији и много страственији заговорник посебних квалитета венецијанског сликарства био је Ридолфијев савременик Марко Боскини, чије су књиге La Carta del Navegar Pittoresco и Le Minere della Pittura објављене 1660. и 1664. године. Ниједна није историја венецијанског сликарства: прва је рапсодични дијалог написан венецијанским дијалектом, дело више познаваоца и критичара него историчара, а друга је топографски водич за слике које се могу видети у венецијанским јавним зградама, ажурирајући и обогаћујући Водич Сансовина. У ревидираном издању Minere (1674) Боскини је као предговор додао кратак историјски преглед венецијанског сликарства (Breve Istruzione); али и он је углавном сачињен од низа карактеризација стилова главних мајстора, заснованих на директном посматрању њихових одабраних дела, и пружа мало поузданих и нових информација чињеничне врсте.
Модерна историографија уметности, започета крајем деветнаестог века, успела је да надокнади многе недостатке раних извора, како поновним откривањем оригиналних докумената који се односе на уметничка дела, тако и кроз систематичније упозанавање са њима. Невероватне грешке које су преживеле векове, као што је претпоставка да је Алвизе (Луиђи) Виварини био најстарији у породици сликара уместо најмлађи, су коначно оповргнуте. Али у неким другим случајевима, пре свега у случају Ђорђонеа, појавило се разочаравајуће мало нових чињеница, а историчари уметности су и даље подељени око тога која дела је он заправо насликао и у које време. Симбол неизвесности која још увек окружује велики део венецијанског ренесансног сликарства је Концерт на ливади из Лувра. Иако постоји општа сагласност да је ова слика једно од великих ремек-дела европске уметности, неки критичари је приписују касном Ђорђонеу, а други раном Тицијану, док трећио тврде да су обојица сликара радили на њој у узастопним фазама или, напротив, ни један ни други. 
Могло би се тврдити да савремена истраживања такође нису успела да истисну историографски модел који је венецијанском сликарству наметнуо Вазари. Уобичајена подела ренесансе на рану, високу и позну (која обухвата и маниризам), иако не одговара у потпуности начину на који је сам Вазари поделио „препород” италијанске уметности, ипак произилази из њега, а важи поврх свега и као начин да се оцртају различите фазе еволуције уметности петнаестог и шеснаестог века у централној Италији. Када се примени на венецијанско сликарство, ова троделна схема се не уклапа тако складно. Границе између ране и високе ренесансе замагљене су пре свега чињеницом да је водећи венецијански сликар петнаестог века, Ђовани Белини, не само надживео идејног творца локалне високе ренесансе, Ђорђонеа, већ је очигледно и даље био сматран водећим сликарем ренесансе све до своје смрти 1516. године. Слично томе, много је теже у Венецији него у Фиренци и Риму рећи када се може сматрати да се висока ренесанса претопила у позну ренесансу, поготово што за разлику од Рафаела, Тицијан није умро млад, и поново је постојао континуитет вођства у Венецији кроз два делна периода.

## Карактеристике венецијанске уметности
Венеција није претпела оне утицаје хуманизма којих је било у Фиренци. На пример, Тицијан није био научник-хуманиста. Његов поступак је био интуитивне природе. Он слика без жеље да у сликарству направи револуцију. Спонтаност је карактеристика венецијанског сликарства. 
Вазари тврди да је уљано сликарство из Низоземске пренето у Италију у време када је Ван Ајк био прогнан. Најпре продире у Венецију преко младог сликара Антонела да Месине. У венецијанској уметности светлост и боја има велики значај, и волумени се дефинишу помоћу светлости. Понајпре је Ђорђоне, који је био Тицијанов учитељ, усвојио дефинисање волумена помоћу светлости. Такав поступак назвао је луминизам, и он је својствен за његов сликарски приступ. На овај начин он иницира оно што ће се у импресионизму појавити на један ипак сасвим другачији начин. Тицијан је усвојио технику свога учитеља, али смањујући поетичност коју је његов учитељ уносио као карактеристику у своме делу.

### Архитектура
Јакопо Сансовито, градитељ и архитекта Библиотеке Св. Марка, утицао је на Андреу Паладија, највећег архитекту који је повезиван са венецијанским стилом, а чији је велики узор био Витрувије. Паладије је градио углавном у Вићенци која је била у саставу Венецијанске републике. Позната је његова грађевина Вила ротонда. 

### Сликарство
За венецијске сликаре је карактеристично неколико одлика. Употреба уљаних боја је омогућила рад са ширим кистом. Због тога је постало могуће насликати дебље сенка на сликама из којих су израњали ликови. Међу најпознатија имена из Венецијанске школе спада породица Белини – Ђовани Белини, његов брат Ђентиле Белини и зет Андреа Мантења из Мантове.
- Ђорђоне (Giorgio Barbarelli da Castelfranco - Giorgione)
- Тицијан (Tizian Vecelli)
- Тинторето (Jacopo Tintoretto)
- Паоло Веронезе (Paolo Veronese)

### Музика
- Ђовани Габријели
- Клаудио Монтеверди